# Fátima Mendonça
Fátima Mendonça és una escriptora i professora moçambiquesa.
Des de 1977 fins 2004 fou professora auxiliar del Departament de Lingüística i Literatura de la Universitat Eduardo Mondlane. També ha estat professora visitant a diverses universitats, com les de Zimbabwe i Durbanwestville i d'altres a Rússia, Portugal, Sud-àfrica i Brasil, i ha publicat estudis i edicions crítiques sobre literatura moçambiquesa. Des de 2007 és investigadora del Centro de Cultures i Literatures lusòfones i europees de la Universitat de Lisboa (CLEPUL).
També ha format part dels òrgans directius de l'Associação dos Escritores Moçambicanos i ha estat membre del jurat del Premi José Craveirinha de Literatura, que va guanyar en 2016, i de la Zimbabwe International Book Fair.

## Obres
- Literatura moçambicana - a história e as escritas (1989)
- Antologia da nova poesia moçambicana (amb Nelson Saúte, 1993)
- Rui de Noronha: Meus versos (2006)
- Edició crítica de Sangue Negro (2001) de Noémia de Sousa, amb Nelson Saúte i Francisco Noa
- Edició crítica de Poemas Eróticos (2004) de José Craveirinha.
- Hibridismo ou estratégias narrativas? Modelos de herói na ficção narrativa de Ngugi wa T'hiongo, Alex la Guma e João Paulo Borges Coelho a Hybridations problématiques dans les littératures de l'Ócean Indien. Barcelona Éditions K´A, 2010